# Funkerman
Funkerman, właśc. Ardie van Beek (ur. w 1975 roku w Bredzie, Holandia) – holenderski DJ grający muzykę house. Największą popularność przyniósł mu singel „Speed Up”.

## Dyskografia

### Single
- 2002 - Freakshow by Art
- 2002 - Cadillacs And Baseball Bats
- 2002 - Hitz Of The Glitz E.P.
- 2003 - Cuban Cigars & Bassguitars
- 2003 - Delicious
- 2003 - The Supernatural EP
- 2003 - We Live For This
- 2005 - Rule The Night / Bryston Love
- 2005 - The One
- 2006 - Fallin' In Love
- 2006 - Speed Up
- 2007 - Wheels In Motion
- 2007 - 3 Minutes To Explain
- 2008 - Speed Up (reedycja)
- 2008 - My Fire
- 2008 - One For Me
- 2009 - Remember (feat. I - Fan)

### Remiksy
- 2003 - Blame It On The Funk
- 2003 - Beyond Reach (Fusic RMX)
- 2005 - Music 4 Me
- 2006 - Capicu
- 2006 - The Creeps
- 2007 - Off The Hook
- 2007 - Born Again
- 2007 - Let Me Think About It
- 2007 - Club Thing
- 2007 - If Only
- 2007 - The Nike Song